# Марија Фабек
Марија Фабек (Моравице, Горски котар, 8. септембар 1937) је хрватска завичајна и емигрантска књижевница.

## Биографија
Рођена је у Моравицама, у породици Мајер. Одрасла је у Загребу. Гимназију је завршила у Загребу. Истовремено је прошла  позоришну обуку. Стално је  ангажована на Радио Загребу. Постигла је веома запажен успех својим главним улогама у дечјој и омладинској уметности. Од 1958. године борави у СР Немачкој, где је школовање цртаног филма стекла у Минхену и Висбадену. Запослила се на немачкој телевизији ЗДП и радила за разне друге продуценте. У Канади је од 1978. године. Тамо је радила на разним студијама цртаног филма. И данас живи у Канади, у Бурлингтону, Онтарио. Завршила је студиј теологије за лаике. Стварала је у Хрватској и касније у егзилу  .

## Награде и признања
Објављивала је књижевне чланке у Хрватској ревији, Хрватском путу, Хрватици, Даници и др. Објавила је књиге:

## Дела
- На личком камену (поезија и приповетке), Торонто, 1985.
- Вјечна мајка (поезија), Торонто, 1988
- 65 година цртаног филма у Хрватској, Торонто, 1990.

Шимун Шито Ћорић уврстио  је у своју антологију 45 хрватских исељеничких писаца и 60 хрватских емигрантских писаца .